# La Neuville-en-Beine

La Neuville-en-Beine este o comună în departamentul Ain, Franța. În 1 ianuarie 2022 avea o populație de 191 de locuitori.